# باول كينسمان
باول كينسمان هو سياسي كندي، ولد في 5 مارس 1931 في Berwick, Nova Scotia ‏ في كندا، وتوفي في 11 مايو 2014 في كنتفيل ‏ في كندا. نشط حزبياً في جمعية المحافظين التقدمية لنوفا سكوشا. وقد انتخب عضو مجلس نواب نوفا سكوشا ‏.